# 오토코노코

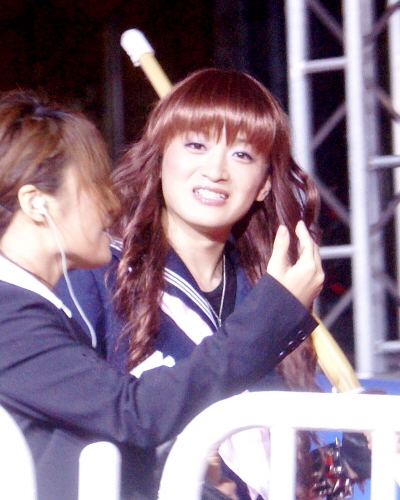
남자 코미디언 야쿤 사쿠라즈카가 여학생으로 여장을 하고 있다.

오토코노코(男の娘→남자 아가씨)는 여성적인 용모의 소년을 뜻하는 일본어의 신조어이다. 어원은 일본어로 남아(男兒)를 의미하는 ‘오토코노코’(男の子)에서 ‘子’를 ‘娘’로 바꾸어 놓은 아테지이다.
이 용어는 주로 창작품 속에서의 인물에 사용하는 용어였으나, 최근에는 그 의미가 확대되어 현실의 인물에게까지 두루 사용하고 있다. 또한, 여성적인 비주얼로 여장을 한 남성(특히 유아나 10대 소년)도 오토코노코라고 부르는 경우가 있다.

## 번역
이 단어를 한국어로 번역하고자 할 때 직역하면 '남자의 딸' 혹은 ‘남자 아가씨’ 정도로 번역되나, 단어 자체가 일종의 언어 유희로 탄생하였기 때문에 ‘남자 아가씨’ 정도의 번역으로는 원래의 ‘男の娘’가 가지고 있는 뉘앙스를 살릴 수 없는 문제가 있다. 애니플러스에서는 이 단어를 ‘낭자애’로 번역하였다.

## 같이 보기
- 여장